# ۸۹۶ (میلادی)
۸۹۶ (میلادی) هشتصد و نود و ششمین سال تقویم میلادی است.

## درگذشتگان
‎